# Eleazara aedificatura
Eleazara aedificatura är en insektsart som beskrevs av William Lucas Distant 1908. Eleazara aedificatura ingår i släktet Eleazara och familjen dvärgstritar. Inga underarter finns listade i Catalogue of Life.